# Galleria Umberto I (Torino)
La Galleria Umberto I è una delle attuali tre storiche gallerie commerciali di Torino (le altre due sono la Galleria dell'Industria Subalpina e la Galleria San Federico). Taglia l'Isolato Santa Croce, nel Quadrilatero Romano del Centro. Collega Piazza della Repubblica (Porta Palazzo, Aurora) e Via della Basilica.

Già antica sede del primo ospedale di Torino, è stata la più grande galleria commerciale della città.

## Storia

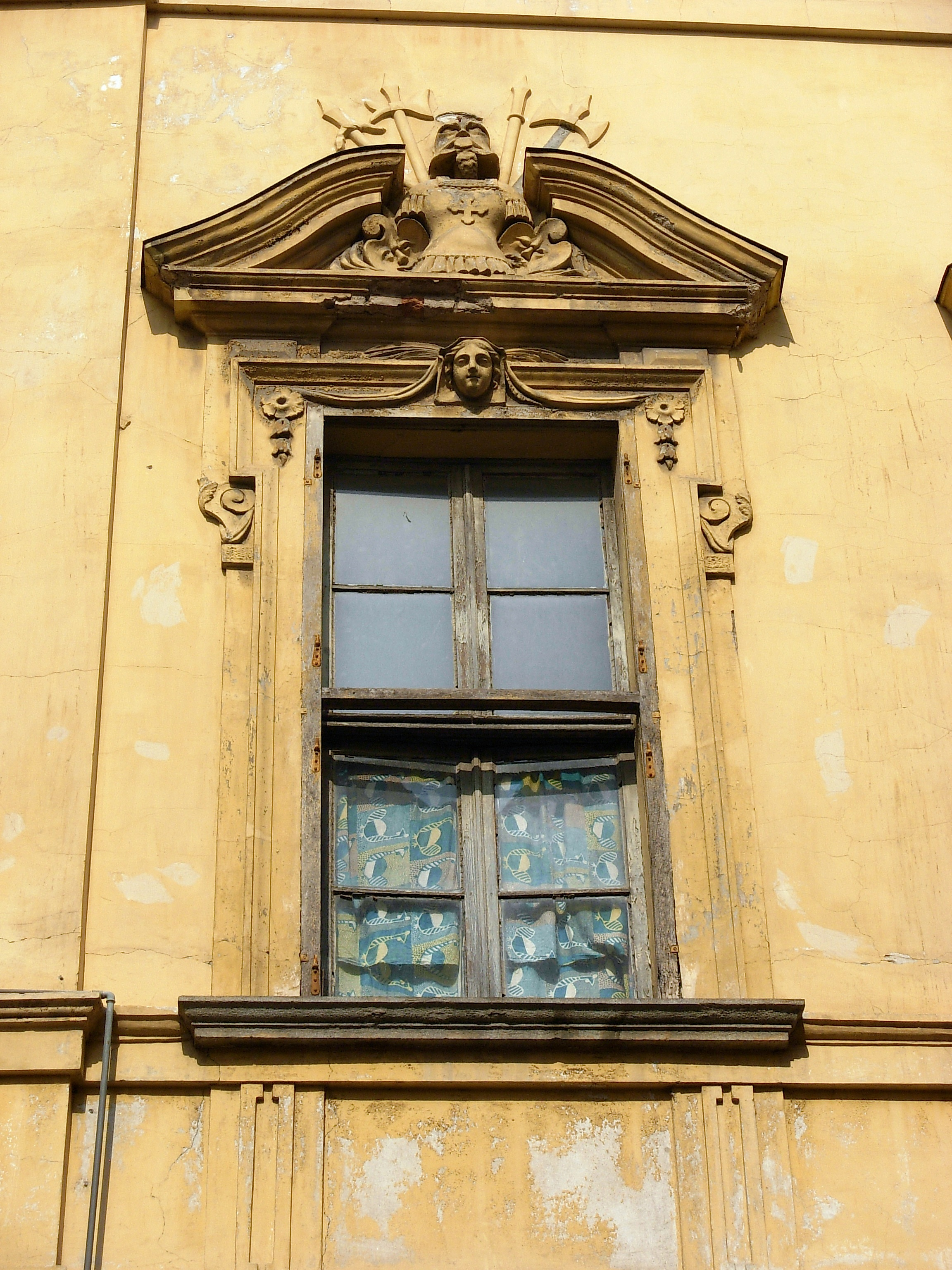
Particolare ritraente il frontone delle finestre della facciata di via della Basilica, recanti evidenti simbologie dell'Ordine Mauriziano.

La Sacra Religione Mauriziana in seguito all'unione con l'Ordine di San Lazzaro, divenne l'Ordine dei Santi Maurizio e Lazzaro e, nell'Isolato Santa Croce, stabilì la sua sede operativa. La zona, compresa tra piazza della Repubblica, via Milano, via della Basilica e via Egidi, ospitò sin dal 1480 il Palazzo dei Cavalieri. Esso dal 1575 al 1887 fu la prima sede dell'Ospedale Maggiore dell'Ordine dei Santi Maurizio e Lazzaro, divenendo anche il primo nosocomio della città.
Ampliato nel 1603 e nel 1638, l'edificio divenne l'ospedale più importante della città e fu completamente ricostruito nel 1666, su progetto dell'architetto Francesco Lanfranchi. Nel 1671 l'edificio fu nuovamente ampliato dall'architetto Rocco Antonio Rubatto che ne realizzò la manica longa, due vaste corti collegate fra esse e i locali della storica Farmacia Mauriziana.
Nel 1715, contestualmente ai lavori juvarriani di "dirizzamento" dell'attigua via Milano, il nuovo cantiere del Palazzo dei Cavalieri venne affidato all'architetto Giovan Battista Ferroggio. La conclusione dei lavori nel 1780 vide la realizzazione dell'ampio volume con pianta a crociera dei corridoi. Con l'avvento del dominio francese, l'Ospedale Mauriziano venne chiuso, aggregandolo alla nuova sede dell'Ospedale San Giovanni Battista.

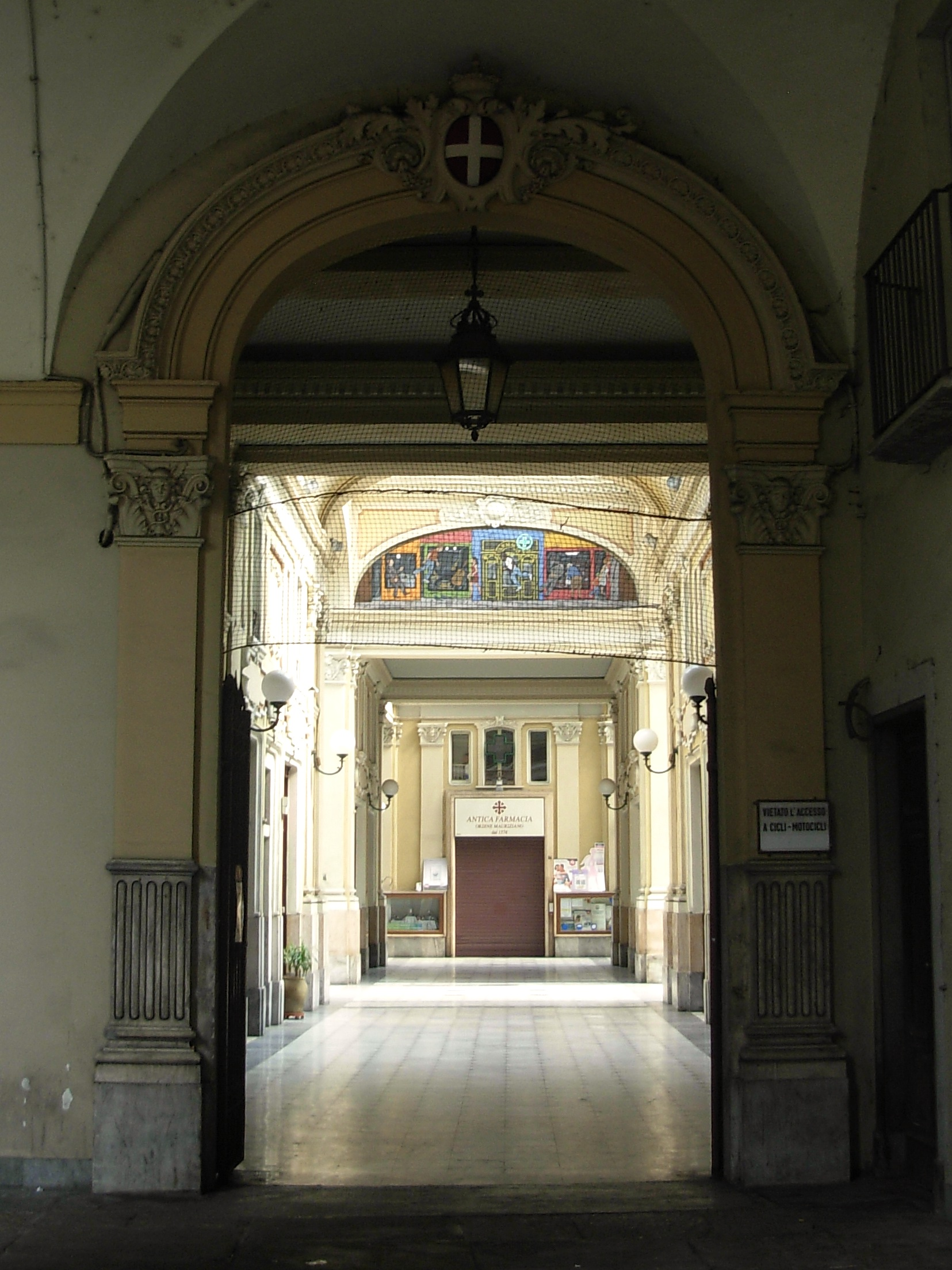
Il portale d'ingresso da portici di piazza della Repubblica, recante lo stemma sabaudo.
In fondo, l'antica Farmacia Mauriziana.

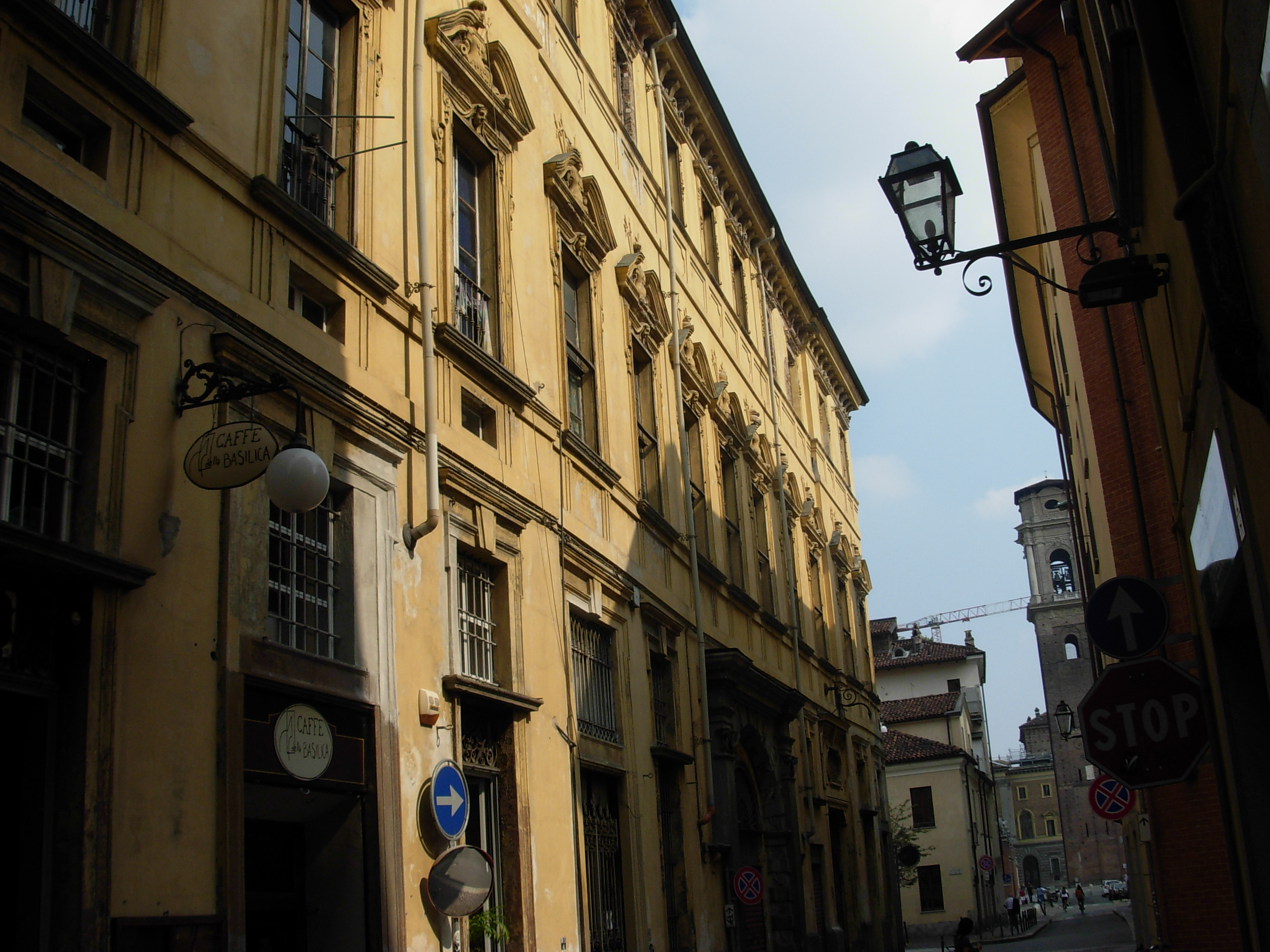
La facciata del Palazzo dei Cavalieri (nonché ex Ospedale Maggiore), da via della Basilica

Al ritorno dei Savoia, il ricostituito Consiglio dell'Ordine Mauriziano deliberò la riapertura dello storico ospedale e commissionò un nuovo ampliamento, affidando il progetto a Carlo e Giuseppe Mosca e a Ernesto Melano. Fu così che tra il 1837 e il 1843 venne completato il corridoio laterale esterno e il prolungamento della manica a crociera. Ormai inadeguato ad una città sempre più popolosa, nel 1884 l'ospedale venne trasferito presso la nuova sede di corso Stupinigi (l'attuale corso F. Turati), l'odierno Ospedale Mauriziano.
Nel 1888 l'ormai vetusto edificio dell'ex ospedale fu acquistato dalla Ditta Bancaria Fratelli Marsaglia, che si occupò della sua ristrutturazione con il progetto dell'ingegner Rivetti, che prevedeva il recupero dell'edificio trasformandolo in galleria commerciale intitolata al nuovo sovrano Umberto I. Essa venne inaugurata nel 1890 e da allora ospita numerose attività commerciali tra cui la storica Farmacia Mauriziana, che ivi mantiene la sua sede dal lontano 1575.

## Descrizione
Terminata nel 1889, la galleria si sviluppa su una pianta cruciforme, sfruttando i volumi che un tempo costituivano le corsie dell'ospedale. Essa collega la retrostante via della Basilica con piazza della Repubblica e il suo storico mercato: al suo interno si può ammirare la pregevole copertura in vetro e metallo, nonché la storica farmacia dell'Ordine Mauriziano.

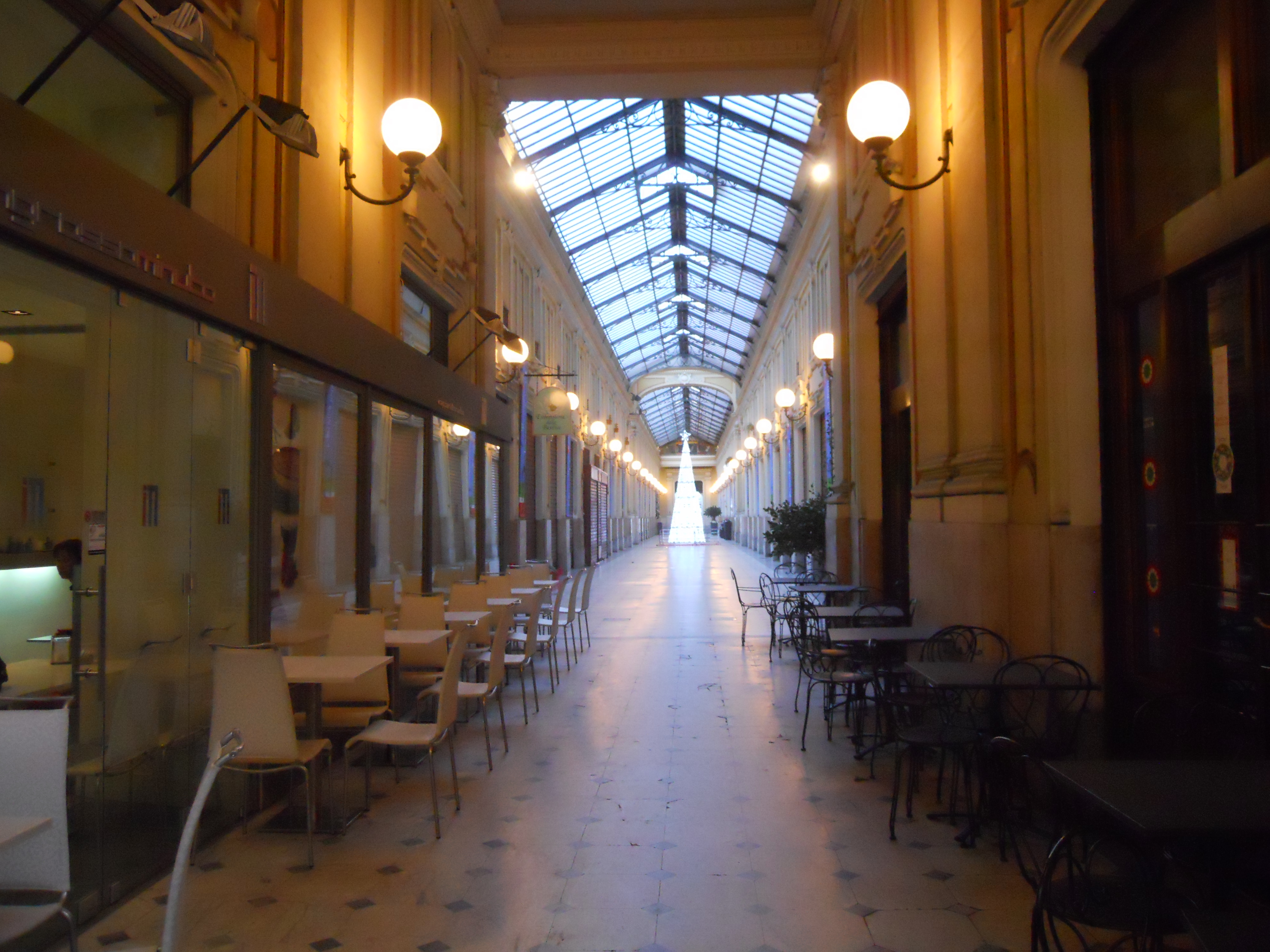
Prospettiva della Galleria Umberto I

La Galleria Umberto I è la più grande delle gallerie torinesi realizzate nella seconda metà del XIX secolo.

## Curiosità
All'interno della galleria vennero girate alcune scene dei film Trevico-Torino - Viaggio nel Fiat-Nam (1973) di Ettore Scola, 4 mosche di velluto grigio (1971) di Dario Argento e  Così ridevano (1998) di Gianni Amelio.
In occasione dei numerosi eventi, organizzati dal Comune di Torino durante le festività Natalizie 2022 e 2023, sono stati organizzati, sabato 17 Dicembre 2022 e Domenica 7 Gennaio 2024, anche dei Dj-Set di Tango Argentino che hanno raccolto una folta comunità di ballerine e ballerini.